# Síťovka

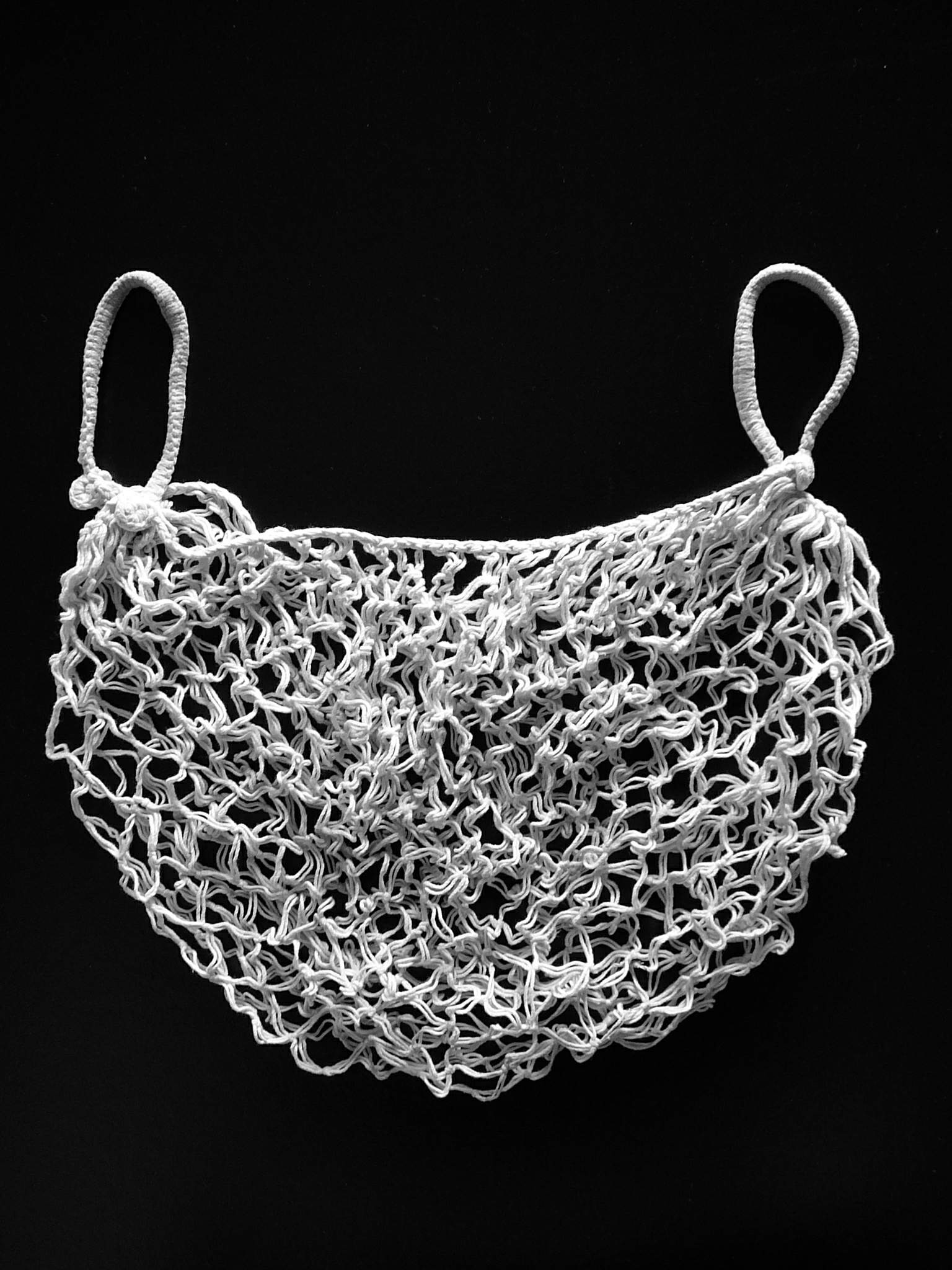
Síťovka

Síťovka je síťkovaná taška, vyráběná od 20. let 20. století v Československu a později i v dalších zemích světa. Původně se vyráběla metodou síťkování (necování) z umělé hedvábné příze, později jako materiál přibyla i různá syntetická vlákna a další materiály, přičemž se setkáme i se síťovkami vlněnými. Síťovka je velice lehká, skladná, pružná a zároveň pevná. Přizpůsobí se nesenému obsahu a po jeho vyndání lze zmuchlat do malé kuličky a vložit do kapsy. Její držadlo (lidově zvané „ucho“) je také vytvořené metodou síťkování (necování).

## Historie
V polovině 20. let 20. století obchodní zástupce firmy Jaro J. Rousek v Zámku Žďáře Vavřín Krčil, majitel obchodní značky SAARENSE (EKV), zahájil výrobu síťkovaných tašek namísto původně vyráběných vlasových sítěk, jejichž odbyt značně poklesl. Síťovky dovedly jeho podnik k nové prosperitě. Ručně vyráběné nákupní tašky byly zhotovovány z umělé hedvábné příze domácími dělnicemi (často i jako přivýdělek či dětská práce), které své výrobky odevzdávaly přímo Vavřinu Krčilovi. Nedůvěru budily u kupujících jen krátce, neboť byly levné, lehké a skladné. Jakmile si je zákazníci oblíbili, objevily se síťovky všech možných druhů: nákupní, vycházkové, loketní, ramenovky, tlumokové, pro sport a hry (na tenis, na fotbalové míče). Vavřín Krčil patrně neměl v roce 1926 peníze k získání mezinárodního patentu na svůj převratný autorský návrh. Po pár letech se tak začaly síťovky vyrábět ve Švýcarsku a v Itálii a za čas doslova zaplavily celý svět. Samotný Krčil je vyvážel mj. do Kanady, Francie, Švýcarska, Německa, Rakouska a do zemí severní Afriky.
Síťovky vnímáme jako jeden ze symbolů éry 1948–1989. Používaly se hojně jako nákupní tašky a většina z nás si je představí naplněné lahvemi s pivem nebo vánočními kapry. Postupně byly vytlačeny igelitovými taškami. O pokračování české tradice ve výrobě síťových tašek se zasadil pan Zdeněk Červinka z Kolína. Dnes se v České republice opět vyrábí jako „Síťovky Kolín, síťové tašky“ v Kolíně firmou SAARIENSE, s.r.o. z polyamidového vlákna z recyklovaných plastů. Název SAARIENSE se jedním písmenem liší od původní Krčilovy značky SAARENSE (EKV) a je odvozen od názvu dnešního Žďáru nad Sázavou (latinsky a německy Saar).

## Specifikum
Síťkovaná taška byla původně vyráběna metodou síťkování (nikoliv síťování), tedy ručně a zpravidla v rámci ruční podomácké výroby. Podobné tašky patrně existovaly již před jejím uvedením na trh. Vavřín Krčil je však opatřil síťkovaným uchem a obšitím, díky kterému se její okraj netřepil a netrhal.